# Адміністративний устрій Миколаївського району (Миколаївська область, 1962—2020)
Адміністративний устрій Миколаївського району — адміністративно-територіальний поділ Миколаївського району Миколаївської області на 1 селищну та 17 сільських рад, які об'єднують 52 населені пункти та підпорядковані Миколаївській районній раді. Адміністративний центр — місто обласного значення Миколаїв, яке до складу району не входить..

## Список радМиколаївського району
| №  | Назва                         | Центр              | Населені пункти                                                                                       | Площа км² | Місце за площею | Населення (2001), чол. | Місце за населенням | Розташування |
| -- | ----------------------------- | ------------------ | --- | --------- | --------------- | ---------------------- | ------------------- | ------------ |
| 1  | Ольшанська селищна рада       | смт Ольшанське     | смт Ольшанське с. Сапетня с. Тернувате с-ще Ясна Зоря                                                 |           |                 |                        |                     |              |
| 2  | Безводненська сільська рада   | с. Безводне        | с. Безводне с-ще Жовтневе с. Зелене с. Новомихайлівка с. Шурине                                       |           |                 |                        |                     |              |
| 3  | Веснянська сільська рада      | с-ще Весняне       | с-ще Весняне                                                                                          |           |                 |                        |                     |              |
| 4  | Кир'яківська сільська рада    | c. Кир'яківка      | c. Кир'яківка с. Кам'яна Балка с. Петрово-Солониха                                                    |           |                 |                        |                     |              |
| 5  | Кіровська сільська рада       | c. Кірове          | c. Кірове с. Стара Богданівка                                                                         |           |                 |                        |                     |              |
| 6  | Ковалівська сільська рада     | c. Ковалівка       | c. Ковалівка                                                                                          |           |                 |                        |                     |              |
| 7  | Комсомольська сільська рада   | c-ще Комсомольське | c-ще Комсомольське с-ще Маловарварівка с. Сеньчине                                                    |           |                 |                        |                     |              |
| 8  | Кривобалківська сільська рада | c. Крива Балка     | c. Крива Балка с. Подимове с. Половинки                                                               |           |                 |                        |                     |              |
| 9  | Криничанська сільська рада    | c. Кринички        | c. Кринички с. Новогригорівка с. Новоселівка с. Трихатське                                            |           |                 |                        |                     |              |
| 10 | Надбузька сільська рада       | c-ще Надбузьке     | c-ще Надбузьке с. Сливине                                                                             |           |                 |                        |                     |              |
| 11 | Нечаянська сільська рада      | c. Нечаяне         | c. Нечаяне с. Іванівка с. Лук'янівка с. Мефодіївка с. П'ятихатки с-ще Радгоспне с-ще Червоноармійське |           |                 |                        |                     |              |
| 12 | Петрівська сільська рада      | c. Петрівка        | c. Петрівка с-ще Зелений Яр с. Карликівка                                                             |           |                 |                        |                     |              |
| 13 | Радсадівська сільська рада    | c-ще Радсад        | c-ще Радсад с. Новобогданівка                                                                         |           |                 |                        |                     |              |
| 14 | Степівська сільська рада      | c. Степове         | c. Степове с. Зелений Гай                                                                             |           |                 |                        |                     |              |
| 15 | Трихатська сільська рада      | c. Трихати         | c. Трихати                                                                                            |           |                 |                        |                     |              |
| 16 | Улянівська сільська рада      | c. Улянівка        | c. Улянівка с. Червоне Поле                                                                           |           |                 |                        |                     |              |
| 17 | Шостаківська сільська рада    | c. Шостакове       | c. Шостакове с. Корчине с. Новоюр'ївка                                                                |           |                 |                        |                     |              |
| 18 | Яснополянська сільська рада   | c. Ясна Поляна     | c. Ясна Поляна с. Андріївка с. Новоандріївка с. Суха Балка                                            |           |                 |                        |                     |              |

* Примітки: м. — місто, с-ще — селище, смт — селище міського типу, с. — село